# Wild by Law
Pour plus de détails, voir Fiche technique et Distribution.
Wild by Law est un film américain réalisé par Diane Garey et Lawrence R. Hott, sorti en 1991.

## Synopsis
Le film s'intéresse à des pionniers de la protection environnementale aux États-Unis : Aldo Leopold, Bob Marshall (fondateur de The Wilderness Society) et Howard Zahniser.

## Fiche technique
- Titre : Wild by Law
- Réalisation : Diane Garey et Lawrence R. Hott
- Scénario : Ken Chowder
- Photographie : Allen Moore
- Montage : Diane Garey
- Production : Diane Garey et Lawrence R. Hott
- Pays :  États-Unis et  Canada
- Genre : Documentaire
- Durée : 52 minutes
- Dates de sortie : 
  -  États-Unis : 1991

## Distribution
- Linda Hunt : la narratrice
- Ralph Waite : la voix d'Aldo Leopold
- Richard B. Shull : la voix de Howard Zahniser
- Peter Haydu : la voix de Bob Marshall

## Distinctions
Le film a été nommé à l'Oscar du meilleur film documentaire.